# Liste de films ayant fait le plus d'entrées en avant-première en France
| Rang | Titre                                                | Année | Avant -première | Pré-sortie régionale                  | Nationalité | Cumul entrées, |
| ---- | ---------------------------------------------------- | ----- | --------------- | ------------------------------------- | ----------- | -------------- |
| 1    | Bienvenue chez les Ch'tis                            | 2008  | 80 117          | 555 392 (Nord-Pas-de-Calais et Somme) |             | 635 509        |
| 2    | Rien à déclarer                                      | 2010  | ---             | 309 317 (Nord-Pas-de-Calais et Somme) |             | 309 317        |
| 3    | Kaamelott : Premier Volet                            | 2021  | 307 899         | ---                                   |             | 307 899        |
| 4    | Tous en scène 2                                      | 2021  | 287 399         |                                       |             | 287 399        |
| 5    | 007 Spectre                                          | 2015  | 265 461         | ---                                   |             | 265 461        |
| 6    | Gladiator 2                                          | 2024  | 261 269         | ---                                   |             | 261 269        |
| 7    | Moi, moche et méchant 4                              | 2024  | 249 547         | ---                                   |             | 249 547        |
| 8    | Vice-versa 2                                         | 2024  | 229 823         | ---                                   |             | 229 823        |
| 9    | La Reine des neiges                                  | 2013  | 178 474         | ---                                   |             | 178 474        |
| 10   | Vaiana : La Légende du bout du monde                 | 2016  | 175 430         | ---                                   |             | 175 430        |
| 11   | Moi, moche et méchant 3                              | 2017  | 172 840         | ---                                   |             | 172 840        |
| 12   | Independance Day                                     | 1996  | 168 779         | ---                                   |             | 168 779        |
| 13   | Coco                                                 | 2017  | 167 245         | ---                                   |             | 167 245        |
| 14   | Dragons 3 : Le Monde caché                           | 2019  | 164 004         | ---                                   |             | 164 004        |
| 15   | Dragons                                              | 2025  | 163 401         | ---                                   |             | 163 401        |
| 16   | Le Petit Prince                                      | 2015  | 163 542         | ---                                   |             | 163 542        |
| 17   | Astérix : Le Secret de la potion magique             | 2018  | 162 387         | ---                                   |             | 162 387        |
| 18   | Qu'est-ce qu'on a encore fait au Bon Dieu ?          | 2018  | 161 601         | ---                                   |             | 161 601        |
| 19   | La Pat' Patrouille : La Super Patrouille, le film    | 2023  | 152 968         | ---                                   |             | 152 968        |
| 20   | Le Fils à Jo                                         | 2011  | 16 205          | 133 411 (Sud-Ouest)                   |             | 149 616        |
| 21   | Cars 2                                               | 2011  | 142 292         | ---                                   |             | 142 292        |
| 22   | Nous finirons ensemble                               | 2019  | 90 796          | 51 489 (Gironde)                      |             | 142 285        |
| 23   | Wish : Asha et la Bonne Étoile                       | 2023  | 140 808         | ---                                   |             | 140 808        |
| 24   | God Save the Tuche                                   | 2025  | 140 345         | ---                                   |             | 140 345        |
| 25   | Les Animaux fantastiques : Les Secrets de Dumbledore | 2022  | 139 319         | ---                                   |             | 139 319        |
| 26   | Maison de retraite 2                                 | 2024  | 136 301         | ---                                   |             | 136 301        |
| 27   | Le Roi lion                                          | 1994  | 135 711         | ---                                   |             | 135 711        |
| 28   | Mission: Impossible - The Final Reckoning            | 2025  | 134 654         | ---                                   |             | 134 354        |
| 29   | Thor: Love and Thunder                               | 2022  | 133 235         | ---                                   |             | 133 235        |
| 30   | Les Animaux fantastiques 2                           | 2018  | 131 701         | ---                                   |             | 131 701        |
| 31   | Mourir peut attendre                                 | 2021  | 130 727         | ---                                   |             | 130 727        |
| 32   | Le Chat potté 2 : La Dernière Quête                  | 2022  | 130 459         | ---                                   |             | 130 459        |
| 33   | Les pingouins de Madagascar                          | 2014  | 129 084         | ---                                   |             | 129 084        |
| 34   | Armageddon                                           | 1998  | 128 052         | ---                                   |             | 128 052        |
| 35   | Cars 3                                               | 2017  | 127 915         | ---                                   |             | 127 915        |
| 36   | Sonic 3, le film                                     | 2024  | 122 894         | ---                                   |             | 122 894        |
| 37   | Jurassic World : Le Monde d'après                    | 2022  | 121 488         | ---                                   |             | 121 488        |
| 38   | Les Trois Mousquetaires : D'Artagnan                 | 2023  | 121 185         | ---                                   |             | 121 185        |
| 39   | Five Nights at Freddy's                              | 2023  | 120 969         | ---                                   |             | 120 969        |
| 40   | Top Gun: Maverick                                    | 2022  | 120 473         | ---                                   |             | 120 473        |